# Районы Витебской области
Административное деление Витебской области представлено 21 районом, 2 городами областного подчинения (Витебск, Новополоцк), 14 городами районного подчинения, 23 посёлками городского типа, 6 480  сельскими населенными пунктами.
Представительную власть осуществляют областной Совет депутатов, районные Советы депутатов – 21, Витебский и Новополоцкий городские Советы депутатов; городские Советы депутатов городов районного подчинения – 5, поселковые и сельские Советы депутатов – 192.
Исполнительная власть представляет областной исполнительный комитет, районные и городские исполнительные комитеты – 21, Витебский и Новополоцкий городские исполнительные комитеты, поселковые и сельские исполнительные комитеты – 192.

## Районы и города областного подчинения
| №                            | Название по-русски (название по-белорусски) | Флаг   | Герб   | Площадь, км² | Население (2023) | Административный центр | Административная карта                                      |
| районы                       | районы                                      | районы | районы | районы       | районы           | районы                 | Административная карта                                      |
| ---------------------------- | ------------------------------------------- | ------ | ------ | ------------ | ---------------- | ---------------------- | ----------------------------------------------------------- |
| 1.                           | Бешенковичский (Бешанковіцкі)               |        |        | 1250,46      | ↘ 13 653         | г.п. Бешенковичи       | 1 2 3 4 5 6 7 8 9 10 11 12 13 14 15 16 17 18 19 20 21 22 23 |
| 2.                           | Браславский (Браслаўскі)                    |        |        | 2269,81      | ↘ 23 428         | г. Браслав             | 1 2 3 4 5 6 7 8 9 10 11 12 13 14 15 16 17 18 19 20 21 22 23 |
| 3.                           | Верхнедвинский (Верхнядзвінскі)             |        |        | 2136,17      | ↘ 19 032         | г. Верхнедвинск        | 1 2 3 4 5 6 7 8 9 10 11 12 13 14 15 16 17 18 19 20 21 22 23 |
| 4.                           | Витебский (Віцебскі)                        |        |        | 2712,04      | ↘ 34 478         | г. Витебск             | 1 2 3 4 5 6 7 8 9 10 11 12 13 14 15 16 17 18 19 20 21 22 23 |
| 5.                           | Глубокский (Глыбоцкі)                       |        |        | 1763,35      | ↘ 33 627         | г. Глубокое            | 1 2 3 4 5 6 7 8 9 10 11 12 13 14 15 16 17 18 19 20 21 22 23 |
| 6.                           | Городокский (Гарадокскі)                    |        |        | 2983,80      | ↘ 20 769         | г. Городок             | 1 2 3 4 5 6 7 8 9 10 11 12 13 14 15 16 17 18 19 20 21 22 23 |
| 7.                           | Докшицкий (Докшыцкі)                        |        |        | 2265,88      | ↘ 21 003         | г. Докшицы             | 1 2 3 4 5 6 7 8 9 10 11 12 13 14 15 16 17 18 19 20 21 22 23 |
| 8.                           | Дубровенский (Дубровенскі)                  |        |        | 1251,41      | ↘ 13 386         | г. Дубровно            | 1 2 3 4 5 6 7 8 9 10 11 12 13 14 15 16 17 18 19 20 21 22 23 |
| 9.                           | Лепельский (Лепельскі)                      |        |        | 1831,55      | ↘ 30 737         | г. Лепель              | 1 2 3 4 5 6 7 8 9 10 11 12 13 14 15 16 17 18 19 20 21 22 23 |
| 10.                          | Лиозненский (Лёзненскі)                     |        |        | 1393,78      | ↘ 15 022         | г.п. Лиозно            | 1 2 3 4 5 6 7 8 9 10 11 12 13 14 15 16 17 18 19 20 21 22 23 |
| 11.                          | Миорский (Міёрскі)                          |        |        | 1780,31      | ↘ 17 961         | г. Миоры               | 1 2 3 4 5 6 7 8 9 10 11 12 13 14 15 16 17 18 19 20 21 22 23 |
| 12.                          | Оршанский (Аршанскі)                        |        |        | 1706,80      | ↘ 142 331        | г. Орша                | 1 2 3 4 5 6 7 8 9 10 11 12 13 14 15 16 17 18 19 20 21 22 23 |
| 13.                          | Полоцкий (Полацкі)                          |        |        | 3169,89      | ↘ 100 316        | г. Полоцк              | 1 2 3 4 5 6 7 8 9 10 11 12 13 14 15 16 17 18 19 20 21 22 23 |
| 14.                          | Поставский (Пастаўскі)                      |        |        | 2095,71      | ↘ 32 402         | г. Поставы             | 1 2 3 4 5 6 7 8 9 10 11 12 13 14 15 16 17 18 19 20 21 22 23 |
| 15.                          | Россонский (Расонскі)                       |        |        | 1924,72      | ↘ 8523           | г.п. Россоны           | 1 2 3 4 5 6 7 8 9 10 11 12 13 14 15 16 17 18 19 20 21 22 23 |
| 16.                          | Сенненский (Сенненскі)                      |        |        | 1967,33      | ↘ 19 035         | г. Сенно               | 1 2 3 4 5 6 7 8 9 10 11 12 13 14 15 16 17 18 19 20 21 22 23 |
| 17.                          | Толочинский (Талачынскі)                    |        |        | 1 497,75     | ↘ 22 218         | г. Толочин             | 1 2 3 4 5 6 7 8 9 10 11 12 13 14 15 16 17 18 19 20 21 22 23 |
| 18.                          | Ушачский (Ушацкі)                           |        |        | 1493,71      | ↘ 11 732         | г.п. Ушачи             | 1 2 3 4 5 6 7 8 9 10 11 12 13 14 15 16 17 18 19 20 21 22 23 |
| 19.                          | Чашникский (Чашніцкі)                       |        |        | 1474,89      | ↘ 27 047         | г. Чашники             | 1 2 3 4 5 6 7 8 9 10 11 12 13 14 15 16 17 18 19 20 21 22 23 |
| 20.                          | Шарковщинский (Шаркоўшчынскі)               |        |        | 1196,98      | ↘ 13 362         | г.п. Шарковщина        | 1 2 3 4 5 6 7 8 9 10 11 12 13 14 15 16 17 18 19 20 21 22 23 |
| 21.                          | Шумилинский (Шумілінскі)                    |        |        | 1704,12      | ↘ 16 418         | г.п. Шумилино          | 1 2 3 4 5 6 7 8 9 10 11 12 13 14 15 16 17 18 19 20 21 22 23 |
| города областного подчинения |                                             |        |        |              |                  |                        | 1 2 3 4 5 6 7 8 9 10 11 12 13 14 15 16 17 18 19 20 21 22 23 |
| 22.                          | Витебск (Віцебск)                           |        |        | 134,60       | ↘ 359 148        | —                      | 1 2 3 4 5 6 7 8 9 10 11 12 13 14 15 16 17 18 19 20 21 22 23 |
| 23.                          | Новополоцк (Новаполацк)                     |        |        | 57,27        | ↘ 96 320         | —                      | 1 2 3 4 5 6 7 8 9 10 11 12 13 14 15 16 17 18 19 20 21 22 23 |

## История
В 1938 году область делилась на 20 районов: Бешенковичский, Богушевский, Ветринский, Витебский, Городокский, Дриссенский (с 1962 — Верхнедвинский), Дубровенский, Лепельский, Лиозненский, Меховский (с 1958 — Езерищенский), Оршанский, Освейский, Полоцкий, Россонский, Сенненский, Сиротинский (с 1961 — Шумилинский), Суражский, Толочинский, Ушачский и Чашникский.
В 1944—1954 годах Ветринский, Дриссенский, Освейский, Полоцкий, Россонский и Ушачский районы входили в состав Полоцкой области.
В 1946 были образованы Кохановский, Ореховский и Улльский районы (упразднены в 1956 году). В 1959 упразднён Освейский район. В 1960 упразднены Богушевский, Ветринский и Суражский районы. В том же году из упразднённой Молодечненской области в Витебскую были переданы Браславский, Глубокский, Докшицкий, Миорский, Плисский, Поставский и Шарковщинский районы. В 1960 из Минской области передан и упразднён Бегомльский район.
В 1962 упразднены Докшицкий, Дубровенский, Езерищенский, Плисский, Россонский, Ушачский, Чашникский, Шарковщинский и Шумилинский районы. В 1965 восстановлены Докшицкий, Дубровенский, Россонский и Чашникский районы, а в 1966 — Ушачский, Шарковщинский и Шумилинский.